# Palazzo Incontro

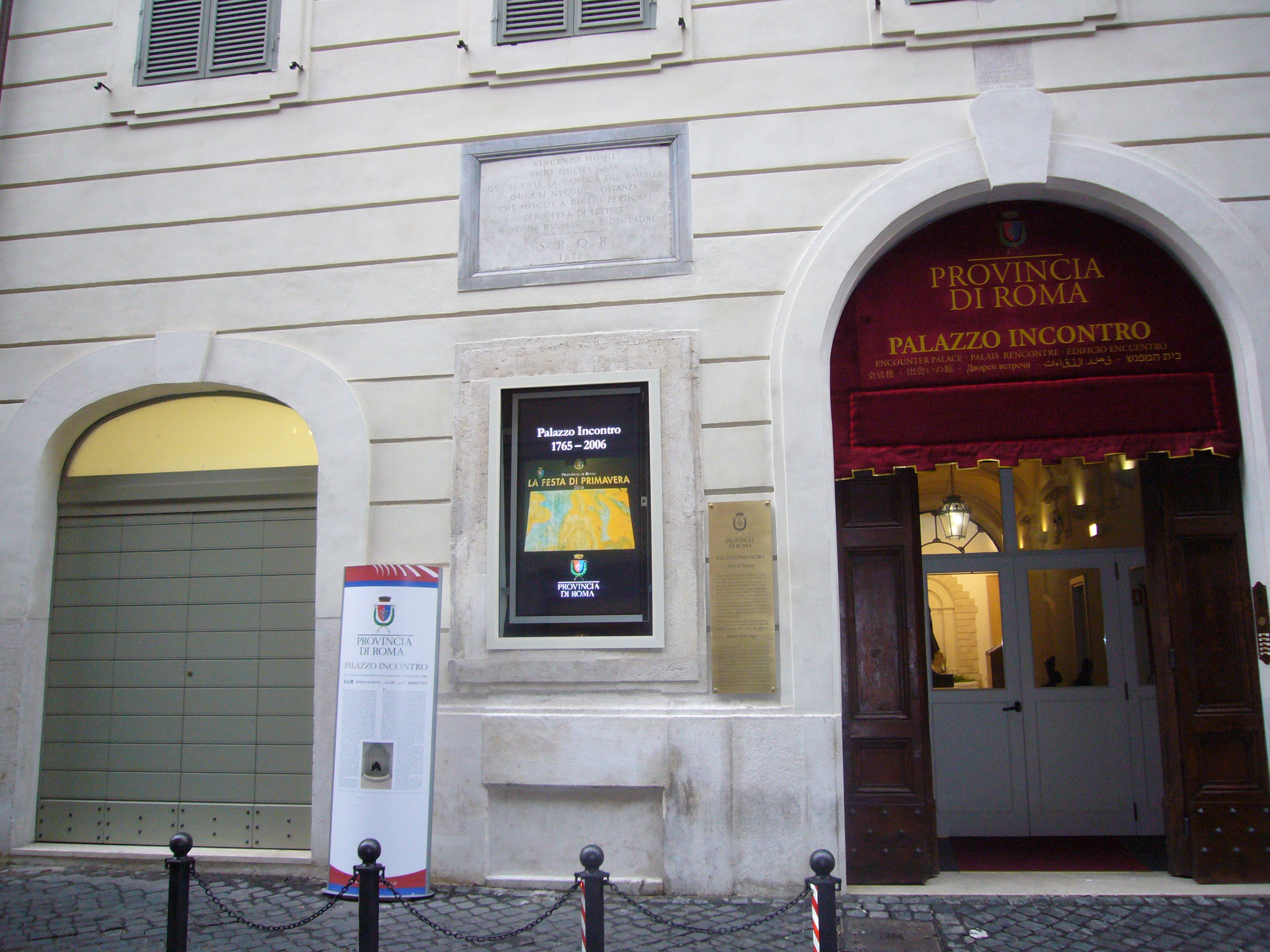
Vista da entrada.

Palazzo Incontro é um palácio barroco localizado no número 22 da Via dei Prefetti, no rione Campo Marzio de Roma, construído em 1765 pelo arquiteto Giovanni Paolo Burij. Atualmente é propriedade da Província de Roma, que o restaurou entre 2004 e 2007. Aberto como museu em 2010, foi fechado em 2015.

## História
A área onde foi construído o palácio era propriedade do Hospital de Santa Maria della Pietà dei Poveri Pazzi e tem sido ocupado desde a Antiguidade. No local foram descobertos restos de ínsulas e edifícios comerciais do final do século II e início do século III. Depois, a região continuou densamente povoada por toda a Idade Média.
Para a construção do edifício foram demolidas diversas construções antigas, como registra a planta do arquiteto Burij. Entre elas, a Capella della Vergine, que ficava no meio da viela, foi demolida e reconstruída nas vizinhanças. A partir de outros documentos, sabe-se que o palácio já estava pronto em 1768 e passou a ser alugado no ano seguinte.
Com as reformas do arquiteto Malerini, que determinou um plano com um edifício central e duas alas laterais, o edifício passou a contar com diversas habitações otimizadas para famílias de classe média, uma tipologia arquitetural que foi muito comum durante todo o século XVIII, quando as principais ordens religiosas decidiram se desfazer de suas propriedades imobiliárias alugando-as para as novas famílias da emergente burguesia romana.
O palácio manteve sua função até a Captura de Roma, quando as propriedades das ordens foram confiscadas pelo recém-fundado Reino da Itália. Especificamente o Palazzo Incontro foi entregue à nova Província de Roma.

## Arquitetura
A fachada do palácio segue o modelo típico do Barroco tardio, com um modesto pátio interno decorado com uma grande fonte no formato de um ninfeu esculpida em travertino. A Cappella della Madonna del Divino Amore foi reconstruída seguindo o mesmo traçado da via do palácio depois de ter sido demolida em seu local original, obstruindo a viela. Esta capela era gerida pela vizinha igreja de San Nicola ai Prefetti e atualmente abriga um quadro da Madona de Giovanni Battista Salvi, mais conhecido como Il Sassoferrato.